# Dmitryivanovita
La dmitryivanovita és un mineral de la classe dels òxids. Rep el seu nom de Dmitriy A. Ivanov (1962-1986), geòleg, mineralogista, i petròleg que va morir tràgicament en una expedició de camp per a l'estudi de les roques ígnies a les muntanyes del Caucas.

## Característiques
La dmitryivanovita és un òxid de fórmula química CaAl₂O₄, que va ser acceptada com a espècie vàlida per l'Associació Mineralògica Internacional l'any 2006. Cristal·litza en el sistema monoclínic, i es troba en forma de grans subèdrics, d'aproximadament 10 micres. És dimorfa de la krotita. Segons la classificació de Nickel-Strunz, la dmitryivanovita pertany a «04.AB: Òxids amb proporció Metall:Oxigen = 3:4 i similars, amb cations de mida mitja i gran» juntament amb la marokita.

## Formació i jaciments
Va ser descoberta al meteorit NWA 470, una condrita carbonosa, trobat a Er Rachidia, a la província d'Er Rachidia (Meknès-Tafilalet, Marroc). Al meteorit també s'hi va descriure 
anortita, diòpsid, grossita, hibonita, melilita, perovskita i espinel·la. També se n'ha trobat al meteorit que va caure a Vigarano (Província de Ferrara, Itàlia) l'any 1910.